# Жуан Гарсіа
Жуан Гарсіа (порт. João José Silva Abranches Garcia; 11 червня 1967, Лісабон, Португалія) — провідний горосходжувач Португалії. Його основною професійною діяльністю є організація і проведення альпіністських експедицій. 18 травня 1999 р. він став першим португальцем, що підкорили Еверест без використання кисневого обладнання. Трьома роками пізніше він опублікував книгу «A mais alta solidão» (Найвища самотність), в якій описує свої експедиції у високі гори, зокрема експедицію на Еверест, де він пройшов через гіркі негаразди. Тим не менше, Жуан Гарсіа і далі підкорює грізні вершини і 17 квітні 2010 р., підкоривши Аннапурну без кисневої апаратури, стає 10 людиною в історії, що підкорила всі восьмитисячники Землі без використання додаткового кисню і допомоги шерпів.

## Біографія
Горосходженнями Жуан почав займатися в 1982 р. (в 15 років), коли подорожував на велосипеді горами Серра да Естрела (Serra da Estrela). Навички скелелазіння набував в альпіністському клубі «Clube de Montanhismo da Guarda» (CMG) (Гуарда). 1983 року стартує як льодолаз. В 1984 р. бере участь в експедиції клубу CMG до Альпів, вперше в житті піднімається на Монблан. В наступні кілька років підкорює багато вершин в Альпах.
Як хобі, займається тріатлоном, що допомагає йому збільшити фізичну силу і набути певних навичок, потрібних горосходжувачу.
В 1993 р. розпочинає свою діяльність в Гімалаях, як член міжнародної польської експедиції (керівн. Кшиштоф Веліцькі), сходженням на Чо-Ойю в Тибеті. Акцент робився на проходження новим маршрутом і без використання кисневих балонів. З цього почалася важка дорога підкорення усіх 14 восьмитисячників Землі.
18 травня 1999 р. Жуан стає першим португальцем, що подолав Еверест (8848 м) північним маршрутом, знов таки без використання кисню. Під час сходження його напарник з Бельгії Паскаль Дебрувер загинув. Погода була настільки сувора, що Жуан відморозив пальці рук і обличчя. Довелося після повернення певний час відлежати в шпиталі, де йому було ампутовано частину фаланг.
Під час підйому на Лхоцзе його партнер Гельдер Сантос був змушений відмовитися від сходження через харчове отруєння. Однак Жуан не відмовився від сходження і досяг вершини наодинці.
У 2006 році він розпочав проект «À conquista dos Picos do Mundo» (Підкорювачі у світі піків), де він прагне піднятися (без додаткового кисню і між 2006 і 2010 рр.) на 8 з 14 восьмитисячників, сподіваючись закінчити чотирнадцяте сходження 2010 року. Його першим завданням було сходження на Канченджангу, який він здійснив 22 травня 2006 р. разом з Іваном Вальєхо з Еквадору.
Тоді ж, в 2006 р. Жуан очолює португальську експедицію на Шишабангму (8027 м), до складу якої входили альпіністи Bruno Carvalho, Hélder Santos, Rui Rosado і Ana Santos. Журналіст Aurélio Faria висвітлював хід експедиції. Жуан, Бруно і Руї досягли вершини 31 жовтня. На спуску Бруно Карвальо трагічно загинув.
20 липня 2007 р. Жуан досяг вершини К2, другої за висотою гори в світі, що було його дев'ятим успішним сходженням на гори 8000+. Це був незабутній, важкий підйом, з кількома експедиціями, які зібралися разом для участі у сходженні. Як завжди, Жуан був одним з небагатьох, які не використовують додаткового кисню під час сходження.
20 травня 2008 р. ступив на вершину Макалу (8462 м), свій 10-й восьмитисячник. Після значних матеріально-технічних ускладнень в районі Евересту через хаос, викликаний підйомом олімпійського факелу на дах світу, Жуан досяг базового табору наприкінці сезону і закінчив сходження наодинці, при сильному вітрі.
18 липня 2008 р. Жуан підкорив Броуд-пік (8051 м), свій 11-й восьмитисячник.
28 квітня 2009 р. Жуан Гарсіа досяг вершини Манаслу (8163 м) після чергового важкого підйому. До нього приєдналися чотири члени корейської експедиції, в той час як більшість альпіністів, що брали участь у штурм, були змушені повернутися через виснаження і несприятливі умови сходження
10 липня 2009 Жуан піднявся на Нангапарбат  (8 126 м), його 13-ий восьмитисячник.
Вершину Аннапурни (8091 м) підкорив 17 квітня 2010 року. З цим досягненням він підкорив усі 14 восьмитисячників і став одним з небагатьох альпіністів, що досягти цієї мети без використання додаткового кисню.
Жуан Гарсіа також підкорив всі найвищі вершини усіх 7 континентів Землі: Еверест (Азія), Аконкагуа (Південна Америка), Маккінлі (Північна Америка), Ельбрус (Європа), Вінсон (масив) (Антарктида), Кіліманджаро (Африка) і гора Косцюшко (Австралія).

## Підкорені вершини
1984
- Аїгуїдду Аргентере, Франція (3879 м)
- Мон Мауді, Франція-Італія (4465 м)
- Монблан, Франція-Італія (4810 м)

1985
- Монблан ду Такул, Франція (4248 м)
- Монблан, Франція-Італія (4810 м)
- Аїгуїлле ду Міді, Франція(3800 м)

1986-1992
- Багато вершин в Альпах і Піренеях;

1993
- Матергорн, Швейцарія-Італія (4478 м)
- Чо-Ойю, Непал (8201 м)
- Шишабангма Південна, Тибет (8013 м) (спроба)

1994
- Джебел Тубкал, Марокко (4167м)
- Дхаулагірі, Непал (8167 м)

1995
- Маккінлі (гора), Аляска (6194 м) (спроба)
- Монблан, Франція-Італія (4810 м)

1996
- Нанга Парбат, Пакистан (8125 м) (спроба)
- Аконкагуа, Аргентина (6959 м)

1997
- Еверест, Непал-Тибет (8844 м) (спроба)
- Монблан, Франція-Італія (4810 м)
- Айленд-пік, Непал (6160 м)
- Ама-Даблам, Непал (6812 м)
- Аконкагуа, Аргентина (6959 м)

1998
- Еверест, Непал-Тибет (8848 м) (спроба)
- Гокьо-пік, Непал (5483 м)
- Монблан, Франція-Італія (4810 м)

1999
- Еверест, Непал-Тибет (8848 м)
- Аконкагуа, Аргентина (6959 м)

2000
- Урус, Перу (5495 м)
- Ішінка, Перу (5530 м)
- Туквлларагу, Перу (6032 м)
- Чопікалквуї, Перу (6354 м)
- Ден-Бланче, Швейцарія (4324 м)
- Аконкагуа, Аргентина (6959 м)

2001
- Гашербрум II, Китай-Пакистан (8035 м)
- Монблан, Франція-Італія (4810 м)

2002
- Аконкагуа, Аргентина (6959 м) (2 сходження протягом двох днів)
- Пуморі, Непал-Тибет (7161 м)
- Маккінлі (гора), Аляска, США (6194 м)
- Шишабангма, Тибет (8013 м) (спроба)

2003
- Аконкагуа, Аргентина (6959 м) (підкорено вшосте)
- Пуморі, Непал-Тибет (7161 м) (підкорено двічі разом з 5 португальськими друзями)
- Ельбрус, Росія (4741 м) (вдруге)
- Монблан, Франція-Італія (4810 м) (24-й раз)
- Гімлунг Гімал, Непал (7167 м)
- Вінсон (масив), Антарктика (4897 м)

2004
- Аконкагуа, Аргентина (6962 м) (підкорено всьоме)
- Ама Даблам, Непал (6812 м) (заст. керівника, 2-ге сходження, 4 португальські друзі)
- Гашербрум І, Китай-Пакистан (8080 м) (сходження з 1 другом) — 11-те сходження на восьмитисячники
- Монблан, Франція-Італія (4810 м)
- Мончервіно (Маттергорн або Мончервіно), Франція-Італія-Швейцарія (4478 м)
- Імя Це (або Айленд-пік), Кхумбу-Непал (6160 м)

2005
- Лхоцзе, Непал (8516 м)
- Кіліманджаро, Танзанія (5895 м)

2006
- Канченджанга, Непал-Індія (8586 м)
- Шишабангма, Тибет (8027 м)

2007
- К2, Пакистан (8611 м)

2008
- Макалу, Непал-Тибет (8485 м)
- Броуд-пік, Китай-Пакистан (8051 м)

2009
- Манаслу, Непал (8163 м)
- Нанга Парбат, Пакистан (8126 м)

2010
- Аннапурна, Непал (8091 м)

## Ресурси Інтернету
- João Garcia's personal website [Архівовано 7 березня 2021 у Wayback Machine.]
- João Garcia's media coverage (in Portuguese)
- EverestHistory.com: Joao Garcia [Архівовано 3 червня 2013 у Wayback Machine.]